# Gloria Emanuelle Widjaja

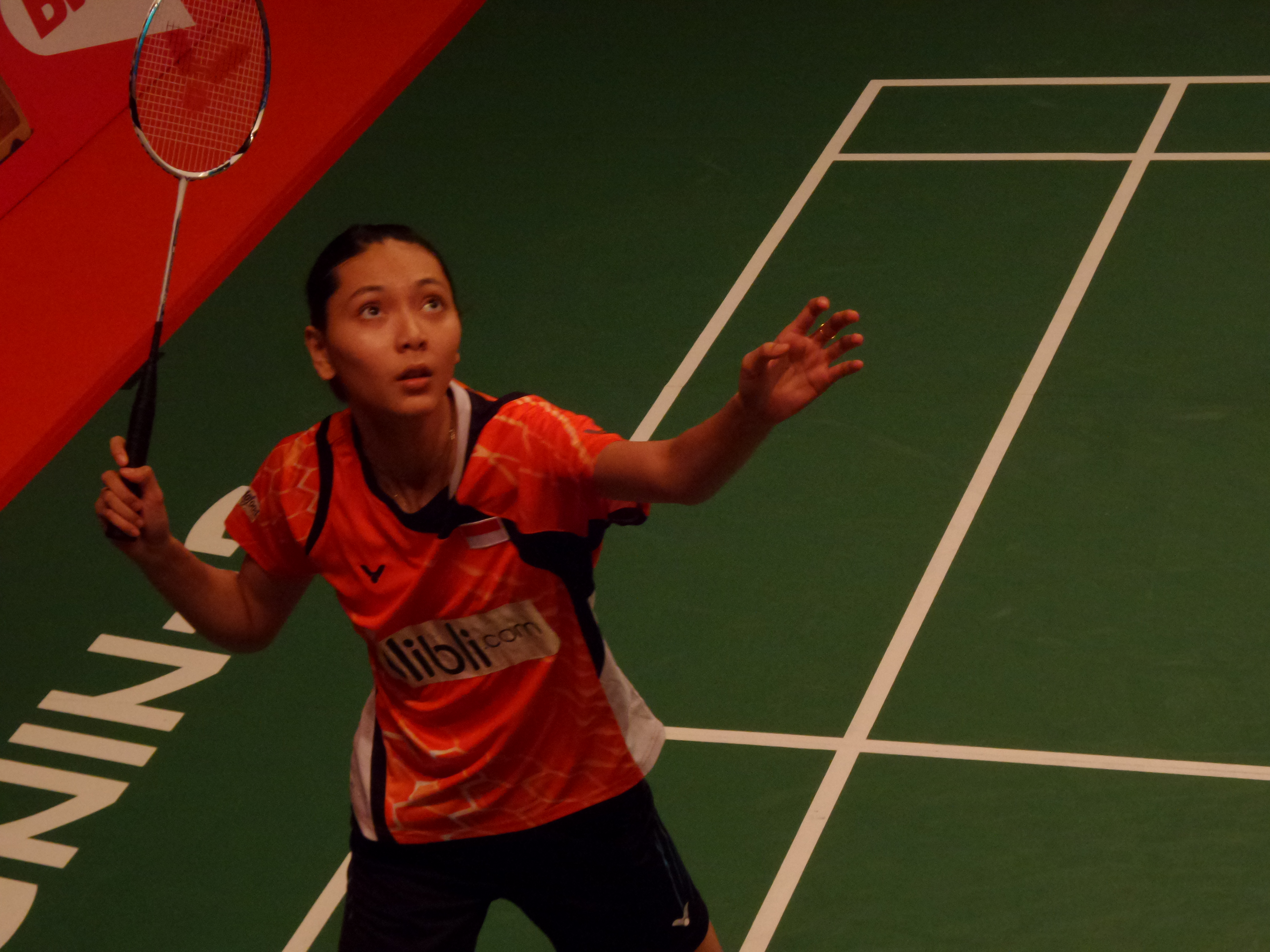
Gloria Emanuelle Widjaja

Gloria Emanuelle Widjaja (* 28. Dezember 1993 in Kudus) ist eine indonesische Badmintonspielerin.

## Karriere
Gloria Emanuelle Widjaja gewann bei den indonesischen Juniorenmeisterschaften 2011 den Titel im Mixed mit Edi Subaktiar. Für die Juniorenweltmeisterschaft desselben Jahres wechselte sie den Partner und gewann in der Folge Gold im Mixed. Bei den Singapur International 2012 belegte sie mit Alfian Eko Prasetya Rang drei. Bei den Pekan Olahraga Nasional des Jahres wurde sie Dritte im Mixed und Zweite mit dem Team von Jawa Tengah. 2015 gewann sie zusammen mit Edi Subaktiar die Austrian International 2015. 2022 wurde sie im Mixed bei den Denmark Masters Dritte.